# Gustavo Menezes

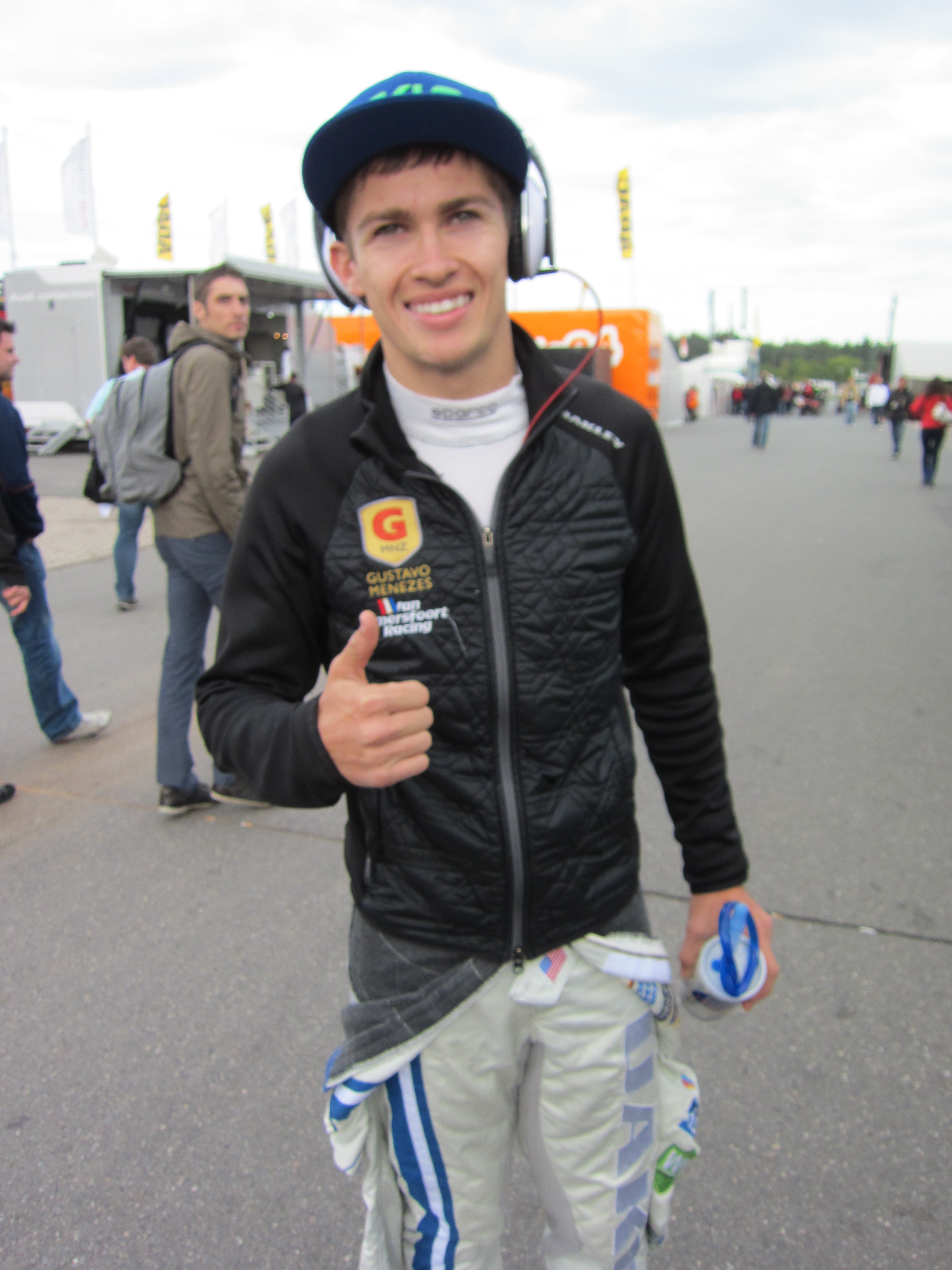
Gustavo Menezes

Gustavo Menezes (Coto de Caza, 19 september 1994) is een Amerikaans autocoureur.

## Carrière
Zoals de meeste andere coureurs begon Menezes zijn autosportcarrière in het karting op vijfjarige leeftijd in het zuiden van Californië. Hij bleef tot 2010 actief in het karting, waarbij hij tweemaal kampioen werd in de Supernationals, vijfmaal nationaal kampioen, viermaal kampioen van zijn staat en eenmaal kampioen in de Florida Winter Tour. In 2009 won hij de Future Driver Scholarship.
In 2010 maakte Menezes zijn debuut in het formuleracing, waar hij één raceweekend in de Pacific F2000 reed. Met twaalf punten eindigde hij als veertiende in het kampioenschap. In 2011 stapte hij fulltime over naar het formuleracing, waar hij ging rijden in het Star Mazda Championship voor het team Juncos Racing. Met één podiumplaats op de Iowa Speedway eindigde hij als achtste in het kampioenschap met 297 punten. Ook reed hij enkele races in de Eurocup Formule Renault 2.0 en de Formule Renault 2.0 Alps voor het Interwetten.com Junior Team. In de Eurocup was een achttiende plaats op het Circuit de Catalunya zijn beste resultaat, waardoor hij zonder punten als 37e in het kampioenschap eindigde. In de Alps was een vijfde plaats op Spa-Francorchamps zijn beste resultaat en eindigde hij het seizoen met 68 punten op de achttiende plaats.
In 2012 bleef Menezes in het Star Mazda Championship rijden, maar hij stapte over naar het Team Pelfrey. Hij wist zich echter niet te verbeteren en met een vijfde plaats op de Edmonton Indy als beste resultaat eindigde hij als negende in het kampioenschap met 208 punten. Ook nam hij opnieuw deel aan één raceweekend in de Eurocup Formule Renault 2.0 als gastcoureur op het Circuit Paul Ricard voor het team Fortec Motorsports. Hij eindigde deze races als 24e en twintigste.
In 2013 maakte Menezes zijn debuut in de Formule 3 in het Duitse Formule 3-kampioenschap voor het team Van Amersfoort Racing. Met overwinningen op de Lausitzring en de Hockenheimring en zes andere podiumplaatsen eindigde hij achter Marvin Kirchhöfer, Artjom Markelov en Emil Bernstorff als vierde in het kampioenschap met 241 punten. Ook eindigde hij als tweede in het rookiekampioenschap achter Kirchhöfer. Ook nam hij deel aan de race op Road Atlanta in de American Le Mans Series voor het team RSR Racing met Bruno Junqueira en Duncan Ende als teamgenoten. Zij eindigden de race als zesde in hun klasse en als 29e in de race.
In 2014 blijft Menezes actief voor Van Amersfoort, maar rijdt nu in het Europees Formule 3-kampioenschap.